# Bruno Saul
Bruno Saul (* 8. Januar 1932 in Narva; † 3. März 2022) war ein kommunistischer sowjetischer bzw. estnischer Politiker. Er war von 1984 bis 1988 Vorsitzender des Ministerrats der Estnischen SSR.

## Leben
Bruno Saul schloss 1956 sein Studium am Elektrotechnischen Institut in Leningrad ab. Ab 1960 war Saul Mitglied der Kommunistischen Partei der Sowjetunion (KPdSU). Von 1961 bis 1966 arbeitete er im Infrastrukturministerium der Estnischen SSR. Von 1969 bis 1975 war Saul Minister für Infrastruktur der Estnischen SSR. 1973 erhielt er ein Diplom der Höheren Parteischule des Zentralkomitees der KPdSU, 1977 den Titel eines Kandidaten der Wirtschaftswissenschaft (Doktortitel).
Von 1975 bis 1983 war Bruno Saul stellvertretender Vorsitzender des Ministerrats der Estnischen SSR. Vom 18. Januar 1984 bis 16. November 1988 war er Vorsitzender des Ministerrats und damit Regierungschef Estlands. Er wurde durch Indrek Toome ersetzt, nachdem in der Bevölkerung wegen seiner Reformunwilligkeit ultimativ sein Rücktritt gefordert wurde. Von 1984 bis 1990 war Saul Mitglied des Obersten Sowjets der UdSSR und von 1975 bis 1990 Mitglied des Obersten Sowjets der Estnischen SSR.
Von 1988 bis 1990 war Saul der Handelsvertreter der Sowjetunion in der Deutschen Demokratischen Republik. Später war Bruno Saul in der Privatwirtschaft tätig. 1990 trat er aus der KPdSU aus.
Er starb am 3. März 2022.

## Erinnerungen
- Bruno Saul: Meie aeg. Tallinn: Kirjastus Maalehe Raamat, 2006 (ISBN 9985-64-320-8)